# 冕環

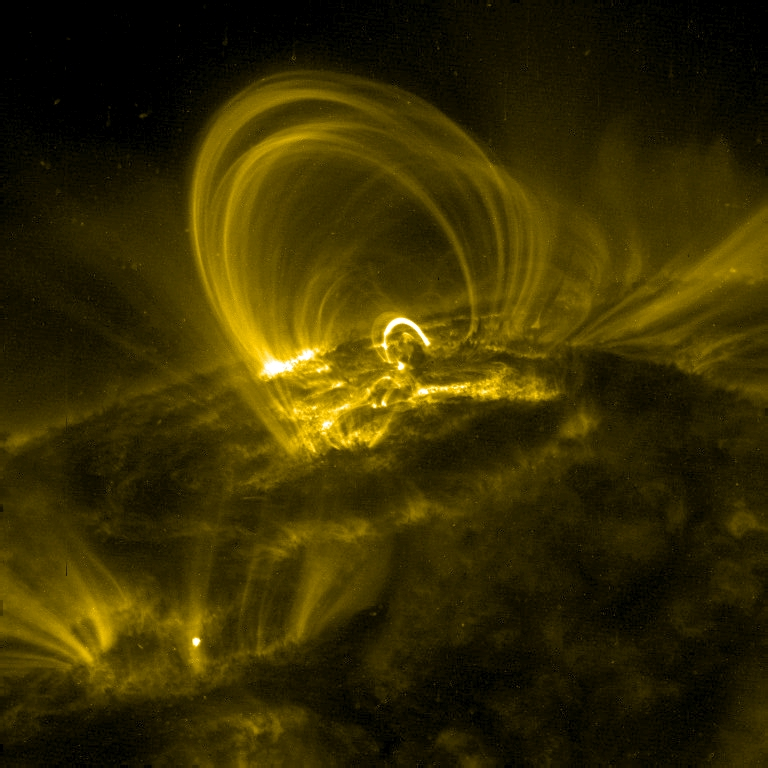
TRACE衛星觀測的典型冕環。

冕環形成於太陽日冕低處的基礎結構和過渡區，這些高聳且優雅的結構是太陽內部的磁通量直接被扭曲的結果。冕環的密度直接與太陽週期相關聯，這也是冕環的足點經常可以看見太陽黑子的原因。向上湧升的磁通量將光球層的物質推開，露出底下較冷的電漿。在光球和太陽內部物質的對比之下，造成黑點，也就是 太陽黑子 的印象。

## 物理特性
冕環是帶磁性的磁通量，來自於太陽的內部，磁場線兩端被固定在太陽表面上，並推升入太陽的大氣層內。當試圖了解來自太陽內部的能量經由過渡區傳輸到日冕時，它們是被觀察到的理想結構。

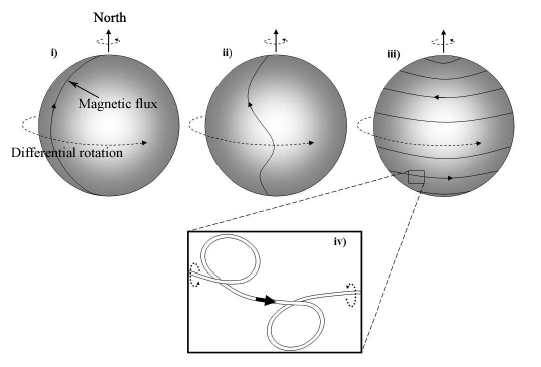
這張圖顯示太陽的磁通量在一個太陽週期中的變化。

冕環有各種不同的大小，開放性的磁通量管可以進入太陽風和遙遠的日冕與太陽圈。停住在光球的（鋼體，線栓，被假設是固定的高β，由外在的電漿支撐著環圈，足點所在的位置），冕環經由色球層穿越過渡區延伸入日冕的高處。
同時，冕環沿著長度上也有寬廣的溫度變化。一百萬K的冕環通常算是溫度較低的，那些存在和環繞在百萬K周圍的冕環通常都是較熱的。很自然的，這些不同的類型的冕環會釋放出不同波長的熱。

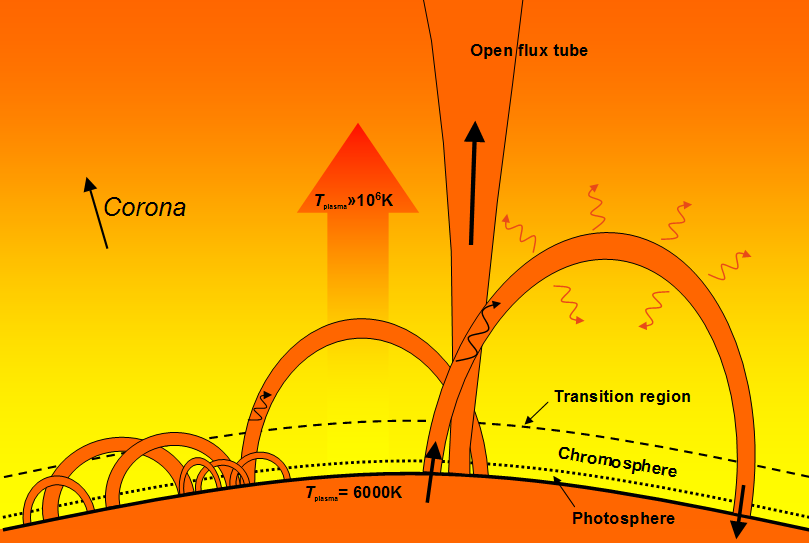
圖示是低層的日冕和過渡區，可以觀察到許多不同大小的冕環。

### 位置
冕環分布在太陽表面的活動區和寧靜區。活動區在太陽表面只是很小的範圍，但主要的活動都在這些區域發生，由於存在強烈的磁場，經常都是閃焰和日冕物質拋射的來源。日冕總熱能的82%都來自活動區。冕洞位於在極區主要的磁場開放區，已經知道是快速太陽風的來源。太陽表面的其他地區組成寧靜太陽，寧靜太陽雖然不如活動區來得活躍，但充滿了動態過程和瞬變事件（亮點、毫微閃焰和噴流）。概括來說，寧靜太陽地區存在的磁性結構是封閉的，活動區是高度易爆事件的動態來源。這是在觀測上需要注意的重要建議，整個日冕咼放和封閉的磁場線。

### 冕環和日冕高溫問題
雖然閉合的磁場線不會構成冕環，但是在它能成為冕環之前，其中充滿了電漿。有鑑於此可以清楚的知道冕環在太陽表面是很罕見的，因為多數閉合的磁通量結構內部都是空的，這意味著加熱日冕的機制和穿越色球層進入閉合磁通量的電漿是有著高度地域性的。在充滿電漿、動力學的流程和日冕的高溫後面的機制仍然是神祕的。 這些機制必須是足夠穩定和持續的餵哺日冕，才能在很短的距離內將經過色球層、過渡區進入日冕的電漿從6,000K有效的至少加熱至一百萬K。這也是冕環被瞄準成為強力研究對象的原因。它們立足在光球，由來自色球層的電漿哺育，穿越過渡區並且在接受密集的加熱之後存在於日冕。

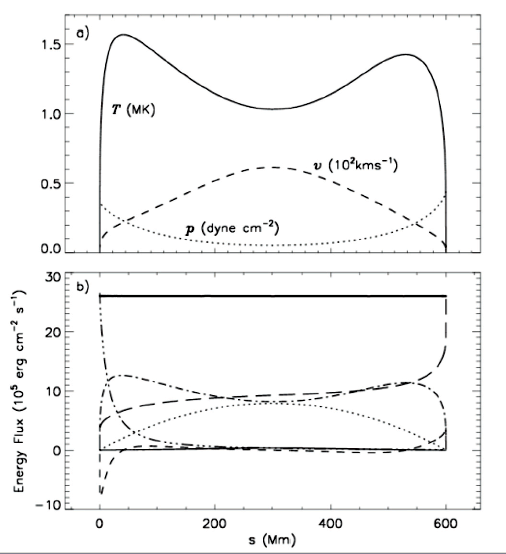
一個寧靜冕環（能量捐輸）模型的例子。

日冕高熱問題是單一機制的想法正逐漸降低，而執著於單一的機制會被引入歧途。首先，充滿電漿的高密度圈是被清空的並直接在色球層形成，而在日冕的高度內沒有任何已知的機制可以壓縮日冕內的電漿和餵哺電漿進入冕環。其次，觀察日冕向上的湧升指出電漿的來源在色球層，因此電漿原本是在色球層內，在調查日冕熱化的機制時必須考慮到這個狀況。這是色球給予能量和日冕加熱現象可能連結的共同機制。

## 觀測的歷史

### 1946-1975
許多進步是由地基望遠鏡（像是在夏威夷的茂納羅亞太陽天文台，MLSO）和日食之際觀測日冕達成的，但是要擺脫地球大氣層的遮蔽效應，在太空中的觀測成為發展太陽物理學所必需的。使用只有短短7分鐘滯空飛行時間的空蜂火箭，在1946年和1952年測量極紫外線和來曼α輻射的光譜圖。在1960年以前，也是使用同樣的火箭獲得基本的X射線觀察。
從1959至1978年的英國雲雀火箭任務也獲得主要的X射線分光儀資料。雖然是成功的，但火箭任務的酬載和觀測時間都非常有限。在1962至1975年之間，一系列的軌道太陽天文台（OSO-1至OSO-8）衛星能進行和獲得更長時間的EUV和X射線分光儀觀測資料。然後，太空實驗室在1973年發射升空，代表未來的觀測可以在多波段上做選擇。這個任務只持續了一年，就由太陽極大期任務衛星來接替，並成為首度幾乎完整觀測太陽週期的天文台（從1980－1998年），累積了橫跨所有輻射範圍的珍貴觀測資料。

### 1991-迄今
1991年8月，陽光號（Yohkoh，太陽A）從鹿兒島太空中心發射升空，震撼了太陽社群，它因為電池失效在2001年12月14日停止了工作，但是在它運作的10年中為X射線作了革命性的觀測。陽光號以橢圓軌道繞著地球，觀測來自太陽的X射線和γ射線現象，例如太陽的閃焰。陽光號攜帶了四種儀器：布拉格晶體分光儀（Bragg Crystal Spectrometer，BCS）、寬頻分光儀（Wide Band Spectrometer，WBS）、軟X射線望遠鏡（Soft X-Ray Telescope，SXT）和硬X射線望遠鏡（Hard X-Ray Telescope，HXT）。這些設備由來自日本、英國和美國的科學家財團管理，SXT特別有興趣的就是觀測來自冕環的X射線輻射。

SXT觀測的X射線能量在0.25-4.0KeV，解析力為0.5-2角秒。SXT對溫度在2-4百萬K的電漿極為敏感，使它成為和TRACE衛星在極紫外線波長觀測的冕環相互比較的理想觀測平台。
在太陽物理學上，後續的主要階段是1995年12月在美國佛羅里達州卡納維爾空軍基地發射的太陽和太陽圈觀測衛星（SOHO）。SOHO原始設計的生命期只有二年，但因為成功的迴響使任務一直延展至2007年3月，觀測了一個完整的11年太陽週期。SOHO的位置在太陽和地球引力穩定平衡的L1拉格朗日點附近，為SOHO提供了一個穩定的軌道，使它可以連續不間斷的面對著太陽並緩慢的移動。SOHO在距離地球大約150萬公里處，從地球看永遠是在凌日的位置上。
SOHO由歐洲太空總署和美國國家航空暨太空總署的科學家共同管理。相較於陽光號和TRACE衛星更，SOHO攜帶了更多的儀器，使這個巨大的任務可以成鍊狀的觀看太陽的內部、日冕和太陽風。SOHO有12件儀器，包括日冕特徵分光儀（CDS）、極紫外線成像望遠鏡（EIT）、太陽紫外線發射輻射測量（SUMER）和紫外線日冕分光儀（UVCS）等，這些全都廣泛的用在對過渡區和日冕的研究上。
EIT是廣泛的用於冕環觀測的儀器。EIT通過4個頻道：171 Å FeIX, 195 Å FeXII, 284 Å FeXV and 304 Å HeII,，使用影像觀測過渡區到內日冕，每個對應於不同溫度的極紫外線，探查色球層網絡和較底層的日冕。
過渡區和日冕探測員（TRACE）在1998年4月從范登堡空軍基地發射，是NASA的金石太空飛行中心小探測員計畫的一部分。這個小巧的軌道儀器有一架30 × 60公分，焦長8.66米的蓋塞格林望遠鏡，配置著1200×1200畫素的CCD檢測器。發射的時間點計劃與太陽極大期的上升階段相吻合，在太陽週期扣人心弦的這個階段，能與SOHO一起執行對過渡區和底層日冕的觀測，給太陽環境一種史無前例的觀點。

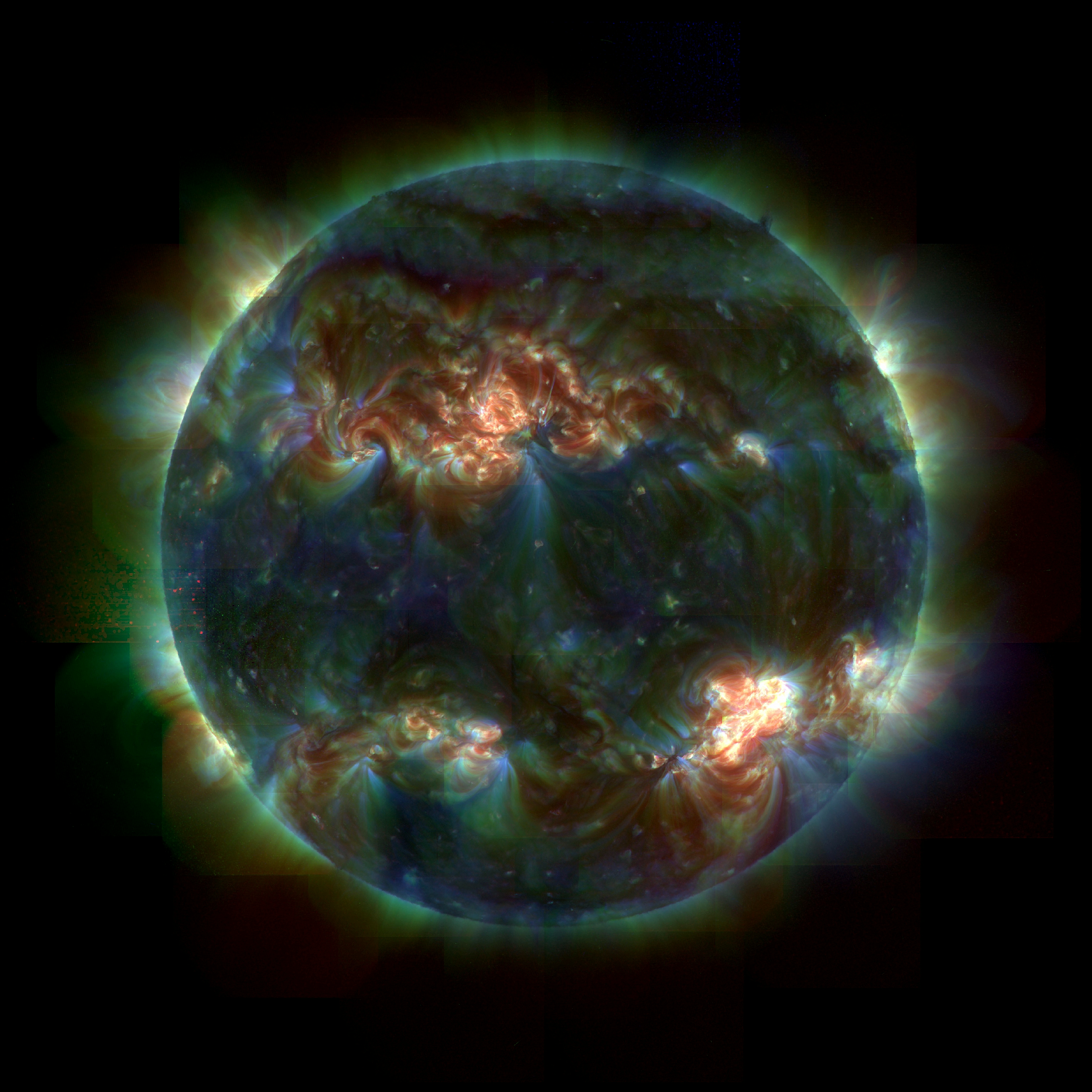
TRACE衛星觀測百萬度高溫太陽的馬賽克全景圖。

由於高空間（1角秒）和時間（1-5秒）分辨率，TRACE可以捕捉到日冕結構的詳細圖像，SOHO則提供太陽全貌的低解析度影像，這樣的競爭與合作展示了TRACE有能力追蹤穩態（寧靜）冕環的發展。TRACE利用對171 Å FeIX, 195 Å FeXII, 284 Å FeXV, 1216 Å HI, 1550 Å CIV 和1600 Å等波段電磁波輻射敏感的濾鏡來追蹤和觀察寧靜冕環。

## 動力學的循環（flows）
上述所有的太空任務在觀測強大的電漿流和冕環的動態過程，都獲得空前未有的成就。例如，SUMER的觀測建議流體在太陽盤面上流動的速度是5 - 16 km s-1，其他連接SUMER/TRACE觀測檢測到15-40 km s-1.流動速度 在太陽極大期任務期間，平的晶體分光計（FCS）檢測到非常高的速度，發現到的電漿流動速度在40 - 60 km s-1之間。

## 新任務

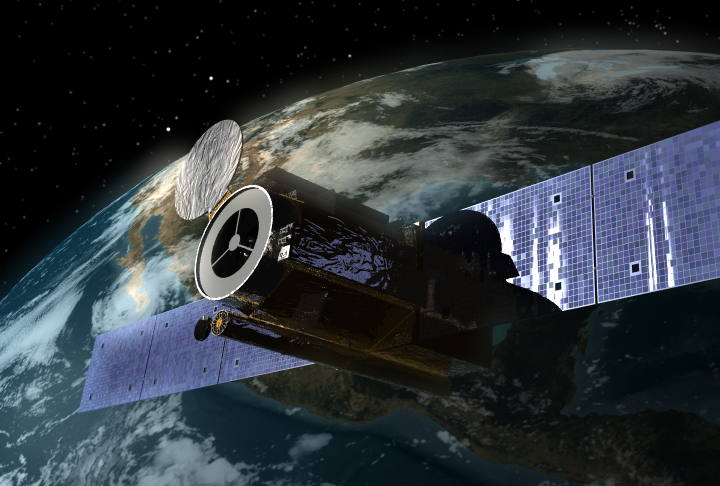
新的太陽天文台， 日出衛星（太陽-B）於2006年9月發射，用於觀測日冕的磁場結構。

## 外部連結
- TRACE homepage （页面存档备份，存于）
- Solar and Heliospheric Observatory, including near-real-time images of the solar corona （页面存档备份，存于）
- Coronal heating problem at Innovation Reports （页面存档备份，存于）
- NASA/GSFC description of the coronal heating problem（页面存档备份，存于）
- FAQ about coronal heating （页面存档备份，存于）